# 유가와라정
유가와라정(일본어: 湯河原町 유가와라마치[*])은 가나가와현 아시가라시모군의 정이다. 현의 최남서단 모퉁이에 위치하고 사가미만과 접한다.

## 역사
가마쿠라 시대에 유가와라 주변 지역은 "도이향(土肥郷)"으로 불렸다. 이 지역은 센고쿠 시대에 고호조씨의 지배하에 있었고 에도 시대에는 오다와라번의 일부였다. 메이지 유신 이후 6개의 촌으로 나뉘었고 처음에는 단명한 아시가라현의 일부였다가 가나가와현 아시가라시모군의 일부가 되었다. 1889년 4월 1일에 6개의 촌 중 4개의 촌이 합쳐져 도이촌을 이루었다. 나머지 2개 촌은 합쳐져 요시하마촌을 이루었다. 1926년 7월 1일 도이촌은 정으로 승격되었고 유가와라로 개칭되었다. 요시하마는 1940년 4월 1일 정으로 승격되었다가 1955년 4월 1일에 유가와라에 편입되었다. 2005년에 유가와라를 오다와라에 편입하려는 계획은 2004년 8월 8일 지역 투표에서 주민들의 반대로 무산되었다.

## 경제
유가와라에는 많은 온천 휴양지가 있고 관광업은 지역 경제에 중요한 역할을 한다.

## 인구
| 연도 | 인구   | ±%     |
| ---- | ------ | ------ |
| 1920 | 7,706  | —      |
| 1930 | 10,239 | +32.9% |
| 1940 | 12,827 | +25.3% |
| 1950 | 16,973 | +32.3% |
| 1960 | 19,743 | +16.3% |
| 1970 | 23,299 | +18.0% |
| 1980 | 25,546 | +9.6%  |
| 1990 | 27,717 | +8.5%  |
| 2000 | 27,721 | +0.0%  |
| 2010 | 26,848 | −3.1%  |

## 교통

### 철도
- 동일본 여객철도 도카이도 본선

### 도로
- 국도 135호선